# Forêt cinéraire
En vertu de l’article L2223-2 du code général des collectivités territoriales, une forêt cinéraire est un espace forestier accueillant les cendres de personnes décédées dont le corps a donné lieu à crémation, inhumées au pied d’arbres portant mention de l’identité des défunts. 
La création de forêts cinéraires répond à la fois à un manque de place dans les cimetières et à une volonté grandissante de personnes souhaitant faire le choix de solutions funéraires plus respectueuses de l’environnement. En tant que sites cinéraires, ces forêts présentent en effet l'avantage d'être protégées de toute exploitation forestière, ce qui leur permet de vieillir et de garantir la pérennité d’un écosystème forestier riche, efficient et favorable au développement de la biodiversité endémique. 
De telles forêts sont déjà très répandues en Allemagne et ce depuis 1999. En France, les pionniers sont Les Arbres de Mémoire qui gèrent un parc forestier privé près d'Angers au sein duquel des centaines de défunts reposent depuis 2004. Ce type de démarche a été interdite à la suite de la promulgation d'une loi en 2008.  
La première foret cinéraire créée en France se situe à Arbas (Haute-Garonne. Portée par les élus dès 2017, elle a vu le jour au printemps 2019. Projet pilote innovant, proposant aux collectivités de consacrer un espace forestier à l'inhumation d'urnes, il a connu des débuts complexes. Il a permis de faire évoluer les pratiques et porter à connaissance ce type de démarche complémentaire aux pratiques funéraires plus traditionnelles. Aujourd'hui, la forêt cinéraire d'Arbas accueille de nombreuses personnes désireuses d'être inhumées dans cet espace forestier. Le site accueille depuis 2020 des urnes cinéraires. L'association Forêt Cinéraire et Cime'Tree portent plusieurs projets en cours de réalisation auprès de communes françaises. 
L’association Au-delà des Racines a par ailleurs accompagné la création d’une Forêt Sanctuaire, site cinéraire accueillant des concessions funéraires individuelles ou collectives (dépôt d’urnes funéraires non biodégradables), au printemps 2023 au sein d’une forêt de la commune de Muttersholtz (Bas-Rhin). Une seconde a été créée en milieu urbain au mois de septembre 2023 à Schiltigheim, et accueille déjà des urnes cinéraires dans un cadre naturel, changeant avec les saisons. Une 3ème Forêt Sanctuaire est en cours de création à Sommerau, et le prochain projet de l’association Au-delà des Racines est programmé à Bitche (Moselle).  
Une quinzaine d’autres projets sont en cours de lancement, répondant à l’attrait croissant de cette solution auprès des collectivités et des citoyens. 